# Clinton Fearon
Clinton Fearon, jamajški roots rock reggae glasbenik, basist, pevec in glasbeni producent, * 13. januar 1951, Okrožje Saint Andrew, blizu Kingstona, Jamajka.
Fearon je svojo profesionalno glasbeno pot začel leta 1969 pri svojih devetnajstih. Od leta 1987 živi in ustvarja v Seattleu, Washington.

## Glasbena pot

### Jamajka
Rodil se je blizu Kingstona in se kmalu preselil v St. Catherine, ruralno jamajško provinco. Nanj je zelo vplivala glasba, ki jo je bil deležen v krajevni cerkvi adventistov sedmega dne. Pri šestnajstih se je vrnil v Kingston kjer je ustanovil svojo prvo glasbeno skupino The Brothers. Errol Grandison, ki je prvič srečal Fearona prek njegovega dela s skupino The Brothers, mu je kmalu ponudil zamenjavo za Davida Webbra kot tretjega člana skupine The Gladiators. Fearon se je pridružil skupini leta 1969, najprej kot pevec in nato kot basist in spremljevalni vokal, ko sta odšla tako Grandison kot Webber. V skupini je ostal do leta 1987 in bil večkrat vodilni pri pesmih, kakor so: »Chatty Chatty Mouth,« »Rich Man Poor Man,« »Get Ready« in »Let Jah Be Praised«. V tem obdobju je sodeloval tudi z mnogimi glasbeniki – na primer: »Sir Coxsone« Dodd, Lee »Scratch« Perry, Joseph Benjamin »Joe« Higgs, Yabby You, producent Joseph »Jo Jo« Hoo Kim in »Prince Tony« Robinson.

### ZDA
Do poznih 1980-ih je prišel do stopnje umetniške nasičenosti po skoraj dveh desetletjih igranja z isto skupino. V tem smislu jo je zapustil, se ustalil v Seattleu po ameriški turneji Gladiatorsov leta 1987 in začel s samostojno glasbeno potjo. Njegov prvi projekt v ZDA The Defenders je doživel srednji uspeh z EP-jem »Rock Your Bones« izdanim leta 1989. Skupina ni dolgo obstajala in se je razšla leta 1992.
Leta 1994 je Fearon predrugačil svojo glasbeno vizijo in ustanovil skupino The Boogie Brown Band. Prvenec skupine »Disturb the Devil,« je označil začetek njegove uspešne samostojne glasbene poti. Na njem so nastopili Barbara Kennedy kot klaviaturistka, Lamar Lofton kot basist, Girt Bolo kot bobnar in John Saba na kitari. Po tej izdaji je sledil niz drugih albumov izdanih pod okriljem njegove nove glasbene založbe Boogie Brown Productions.
Med pomembne izdaje pod okriljem Boogie Brown Productions sodi tudi album Mi An' Mi Guitar iz leta 2005. Ta akustični album je osvežil klasične pesmi skupine Gladiators – na primer »Richman Poorman« in »Streets Of Freedom.« Po tem albumu je leta 2006 izšel album Vision, ki ga sestavljajo dolge, melodične pesmi, ki mojstrsko dopolnjujejo njegovo zgodnjo samostojno glasbeno pot. Leta 2008 je izdal album Faculty Of Dub, kjer je predstavil izvirno glasbo in tudi svoje prvo igranje bas kitare po skoraj dveh desetletjih.
Ustvarja tako v Seattleu in Franciji, ter nadaljuje s turnejami s skupino The Boogie Brown Band. Njegov album Heart And Soul iz leta 2012 je dosegel 20. mesto na World Music Charts Europe avgusta 2012. Leta 2016 je izdal album This Morning.

## Diskografija

### Solo albumi
- 1994 – Disturb the Devil
- 1997 – Mystic Whisper
- 1999 – What a System + Dub Wise – dub različica albuma What a System – (dvojni CD)
- 2002 – Soon Come - Best
- 2004 – Give & Take
- 2005 – Mi An' Mi Guitar – akustični album
- 2006 – Vision
- 2008 – Faculty Of Dub
- 2010 – Mi Deh Yah
- 2012 – Heart and Soul – akustični album
- 2014 – Goodness
- 2016 – This Morning

### S skupino The Gladiators
- 197X – »One The Other Side« (z albuma Presenting)
- 197X – »Tribulation« (z albuma Presenting)
- 197X – »Jah Almighty« (z albuma Presenting)
- 197X – »Has Prayer To Thee« (z albuma Presenting)
- 197X – »Untrue Girl« alias »Ungrateful Girl« (z albuma Bongo Red, producent naslova Lee »Scratch« Perry)
- 197X – »Small channel & Shine« (duo z Watty »King« Burnett, producent Lee "Scratch« Perry)
- 197X – »Message To The Nation« (s singla (45 rpm) »Message To The Nation«, producent Lee »Scratch« Perry)
- 197X – »Stand Firm« (Dat Ma Val)
- 197X – »Togetherness« (Sky High)
- 1976 – »Chatty Chatty Mouth« (z albuma Trenchtown Mix Up)
- 1976 – »Thief In The Night« (z albuma Trenchtown Mix Up)
- 1977 – »Can You Imagines How I Feel« (z albuma Proverbial Reggae)
- 1977 – »Marvel Not« (z albuma Proverbial Reggae)
- 1977 – »Stop Before You Go« (z albuma Proverbial Reggae)
- 1978 – »Get Ready« (z albuma Naturality)
- 1978 – »Give Thanks & Praise« (s singla (45 rpm), producent Yabby You, zasluge the Prophets)
- 1979 – »Black Saturday« (z 12" izdaje, Gregory Isaacs in U Roy The Tide Is High)
- 1979 – »Let Jah Be Praised« (z albuma Sweet So Till)
- 1979 – »Backyard Meditation« (z albuma Sweet So Till)
- 1979 – »Merrily« (z albuma Sweet So Till)
- 1980 – »Oh What has Joy« (z albuma GladiAtors)
- 1980 – »Disco Reggae« (z albuma GladiAtors)
- 1982 – »Rich Man, Poor Man« (z albuma Back To Roots)
- 1982 – »Streets Of Freedom« (z albuma Back To Roots)
- 1982 – »Follow The Rainbow« (z albuma Back To Roots)
- 1982 – »One Love« (z albuma Reggae To Bone)
- 1982 – »I' m Not Crying« (s kompilacije Full Time)

### DVD-ji
- Live At Reggae Bash (Lyon 2004)